# Coubron
Coubron je francouzské město ve východní části metropolitní oblasti Paříže, v departementu Seine-Saint-Denis, Île-de-France.

## Geografie
Sousední obce: Vaujours, Livry-Gargan, Clichy-sous-Bois, Montfermeil, Chelles a Courtry.

## Vývoj počtu obyvatel
Počet obyvatel

## Slavní obyvatelé města
- François-Raoul Larche, sochař
- Jean-Baptiste Clément, šansoniér

## Partnerská města
- Berkheim